# 川越市立高階南小学校
川越市立高階南小学校（かわごえしりつ たかしなみなみしょうがっこう）は、埼玉県川越市諏訪町にある公立小学校。

## 沿革
- 1969年
  - 4月1日 - 川越市立高階小学校分校を開設
- 1970年
  - 4月1日 - 川越市立高階小学校分校が川越市立高階南小学校として独立
  - 9月12日 - 校旗制定
- 1974年
  - 3月22日 - 校歌制定

- 1978年
  - 4月1日 - 川越市立寺尾小学校を分離

- 1984年
  - 4月1日 - 特殊学級（特別支援学級）を開設
- 1985年
  - 4月1日 - 特殊学級（情緒学級）を開設[1]

## 教育目標
「心豊かにたくましく生きる児童の育成」

## 通学区域
- 藤間 - 一部
- 稲荷町 - 全域
- 熊野町 - 全域
- 清水町 - 全域
- 諏訪町 - 全域
- 藤原町 - 全域[3]

## 出身著名人
- 高梨雄平 (プロ野球選手)[4]
- 佐々木旭 (プロサッカー選手)